# Ewa Latkowska-Żychska
Ewa Latkowska-Żychska (ur. 21 lutego 1950 w Łodzi) – polska artystka i pedagog, profesor sztuk plastycznych.

## Życiorys
W latach 1969–1974 studiowała w Państwowej Wyższej Szkole Sztuk Plastycznych w Łodzi, gdzie uczęszczała na zajęcia w Pracowni Malarstwa prof. Romana Modzelewskiego, Pracowni Tkaniny Unikatowej prof. Janiny Tworek-Pierzgalskiej oraz Pracowni Dywanu i Gobelinu prof. Antoniego Starczewskiego. Dyplom uzyskała w 1976 w Pracowni Dywanu i Gobelinu prof. Antoniego Starczewskiego.
Tworzy w zakresie tkaniny i papieru – kompozycje malarskie realizowane autorskimi technikami. W 1976 podjęła pracę na macierzystej uczelni (późniejszej Akademii Sztuk Pięknych im. Władysława Strzemińskiego w Łodzi), gdzie założyła Pracownię Papieru, którą kieruje od 1997. Obecnie uczy na Wydziale Tkaniny i Ubioru. 10 maja 2000 uzyskała tytuł profesora zwyczajnego.
Wzięła udział w licznych wystawach międzynarodowych, m.in.: 8. Międzynarodowe Biennale Tkaniny w Lozannie (1977), gdzie zaprezentowała tryptyk Łąka z kaczeńcami o wyrazistej fakturze, Textielstructuren Kortrijk (Belgia 1980), Visions Tapestry Convergens (Minneapolis 1994), American Tapestry Biennale II (Atlanta 1998), Międzynarodowe Triennale Tkaniny w Łodzi (1978, 1985, 1992, 1998, 2004).
Uczestniczyła też w licznych, prestiżowych wystawach sztuki polskiej za granicą, m.in.: Polska Współczesna Tkanina Artystyczna (Museo Rufino Tamayo, Meksyk 1988), Different Voices: New Art. From Poland (Stany Zjednoczone 1998–2000), Contemporary Polish Fiber Art (Mishakan Le’Omanut Museum of Art, Izrael 1991), IXION Tapecaria Contemporanea Casa Andrade Muricy (Brazylia 2001), Warszawa w Sofii (2006).
Brała udział w licznych wystawach sztuki papieru, m.in. "Papierowa Sfera" (Kraków, Łódź 2000) i w wielu wystawach "Sztuki Książki" w kraju i za granicą.
Uczestniczyła w sympozjach, m.in. Distant Lives/Shered Voices (Łódź 1992), Mater and Spirit (Izrael 1993), wygłaszała prelekcje, prowadziła wykłady, zajęcia dydaktyczne powiązane z podróżami: Kent State University (Ohio 1988, 1991, 1993), Shenkar Collage (Tel-Awiw 1993), Textil Creativo (Meksyk 1996), Casa Andrade Muricy (Brazylia 2001).
Jej prace znajdują się w kolekcjach m.in. Centralnego Muzeum Włókiennictwa w Łodzi, Savaria Muzeum (Węgry), Centrum Kultury Niderlandzkiej w Gandawie, Biura Wystaw Artystycznych w Warszawie, Muzeum Etnograficznego we Lwowie, Biura Wystaw Artystycznych w Skierniewicach, Muzeum Sztuki i Techniki Japońskiej „Manggha” w Krakowie, Biura Wystaw Artystycznych w Sandomierzu, Muzeum Sztuki Współczesnej w Sarajewie, Musashino Art. University Museum & Library Tokio, Muzeum Książki w Łodzi, kolekcji Raymonda Bergera w Genewie oraz innych kolekcjach prywatnych.

## Nagrody i wyróżnienia
- 1981 – medal ZPAP na II Ogólnopolskiej Wystawie Tkaniny Unikatowej[1]
- Wyróżnienie na V Ogólnopolskiej Wystawie Ilustracji i Książki Artystycznej (1998)[potrzebny przypis]
- Wyróżnienia: Contest 2004, Contest 2005 (Japonia)[potrzebny przypis]